# Анзен (Німеччина)
Анзен (нім. Ahnsen) — громада в Німеччині, розташована в землі Нижня Саксонія. Входить до складу району Шаумбург. Складова частина об'єднання громад Айльзен.
Площа — 3,43 км2. Населення становить 987 ос. (станом на 31 грудня 2021).